# New College (Oxford)
Il New College è uno dei collegi costituenti l'Università di Oxford.

## Storia
Poiché il suo nome ufficiale, College of St Mary, era identico a quello dell'Oriel College, fu rinominato New College of St Mary ed è ormai conosciuto semplicemente come New College. Ha una forte tradizione accademica ed è considerato uno dei migliori e più prestigiosi college di Oxford; il coro è molto conosciuto ed ha vinto due Gramophone Awards. 
Molte delle costruzioni all'interno del New College sono risalenti all'epoca medioevale, come la cappella e le sue vetrate e i vari cortili. Fu nel New College che, nel 1909 fu rinvenuto il cosiddetto baule di Oxford (Oxford chest), una cassa in legno con ricche decorazioni illustranti episodi della guerra di Fiandra. All'interno dei giardini è presente un tratto delle antiche mura della città di Oxford.